# Судацька міська рада
Суда́цька міська́ ра́да (крим. Sudaq şeer şurası)  — адміністративно-територіальна одиниця та орган місцевого самоврядування у складі Феодосійського району Автономної Республіки Крим. Адміністративний центр — колишнє місто республіканського значення Судак.

## Загальні відомості
На заході межує з Алуштинською міською радою, на північному заході з Білогірським районом, на сході з Кіровсьським районом та Феодосійською міською радою. Південна частина омивається водами Чорного моря.
Територія Судацької міської ради простягнулася уздовж Чорного моря від мису Чобан-Кулле до бухти Чалка. Регіон розташований на південно-східному березі Криму, в рекреаціонній зоні республіки та відомий в основному своїми курортами. Площа регіону — 539 км². Населення — 29 448 чоловік, з них 14 800 мешкає у Судаку.
Офіційні мови: українська, кримськотатарська, російська.

## Адміністративний склад
До міськради окрім міста Судак входить 15 інших населених пунктів, що підпорядковані 1 селищній, та 6 сільським радам, зокрема 1 селище міського типу та 14 сіл. У дужках подано історичні назви сіл, що їх було змінено у 1944–1948 роках після депортації кримських татар.
- м. Судак
- Веселівська сільська рада (кримськотат. Qutlaq köy şurası)
  - с. (Веселе) Кутлак (Qutlaq)
- Грушівська сільська рада (Salı köy şurası)
  - с. (Грушівка) Сали (Salı)
  - с. (Перевалівка) Ель-Бузлу (El Buzlu)
  - с. (Холодівка) Османчик (Osmançıq)
- Дачнівська сільська рада (Taraq Taş köy şurası)
  - с. (Дачне) Таракташ (Taraq Taş)
  - с. (Лісне) Суук-Су (Suvuq Suv)
- Міжріченська сільська рада (Ay Serez köy şurası)
  - с. (Міжріччя) Ай-Серез (Ay Serez)
  - с. Ворон (Voron)
- Морська сільська рада (Qapsihor köy şurası)
  - с. (Морське) Капсіхор (Qapsihor)
  - с. (Громівка) Шелен (Şelen)
- Новосвітська селищна рада (Yañı Dünya qasaba şurası)
  - смт (Новий Світ) Яни Дюнья (Yañı Dünya)
- Сонячнодолинська сільська рада (Qoz köy şurası)
  - с. (Сонячна Долина) Коз (Qoz)
  - с. Багатівка) Токлук (Toqluq)
  - с. (Миндальне) Арка-Дересі (Arqa Deresi)
  - с. (Прибережне) Кефесія (Kefessiya)

## Населення
Розподіл населення за віком та статтю (2001)
| Стать | Всього | До 15 років | 15-24 | 25-44 | 45-64 | 65-85 | Понад 85 |
| --- | ------ | ----------- | ----- | ----- | ----- | ----- | -------- |
| Чоловіки | 13 970 | 2602        | 2261  | 4441  | 3376  | 1269  | 21       |
| Жінки | 15 478 | 2359        | 2090  | 4359  | 4171  | 2362  | 137      |
| \| Статево-вікова піраміда \| Статево-вікова піраміда \| Статево-вікова піраміда \| \| ----------------------- \| ----------------------- \| ----------------------- \| \| Чоловіки \| Вік \| Жінки \| \| 21 \| 85 + \| 137 \| \| 62 \| 80-84 \| 202 \| \| 187 \| 75-79 \| 530 \| \| 455 \| 70-74 \| 809 \| \| 565 \| 65-69 \| 821 \| \| 895 \| 60-64 \| 1240 \| \| 457 \| 55-59 \| 602 \| \| 921 \| 50-54 \| 1086 \| \| 1103 \| 45-49 \| 1243 \| \| 1295 \| 40-44 \| 1352 \| \| 1138 \| 35-39 \| 1067 \| \| 959 \| 30-34 \| 983 \| \| 1049 \| 25-29 \| 957 \| \| 1017 \| 20-24 \| 965 \| \| 1244 \| 15-20 \| 1125 \| \| 1185 \| 10-14 \| 1038 \| \| 781 \| 5-9 \| 740 \| \| 636 \| 0-4 \| 581 \| |        |             |       |       |       |       |          |
| Статево-вікова піраміда |        |             |       |       |       |       |          |
| Чоловіки | Вік    | Жінки       |       |       |       |       |          |
| 21 | 85 +   | 137         |       |       |       |       |          |
| 62 | 80-84  | 202         |       |       |       |       |          |
| 187 | 75-79  | 530         |       |       |       |       |          |
| 455 | 70-74  | 809         |       |       |       |       |          |
| 565 | 65-69  | 821         |       |       |       |       |          |
| 895 | 60-64  | 1240        |       |       |       |       |          |
| 457 | 55-59  | 602         |       |       |       |       |          |
| 921 | 50-54  | 1086        |       |       |       |       |          |
| 1103 | 45-49  | 1243        |       |       |       |       |          |
| 1295 | 40-44  | 1352        |       |       |       |       |          |
| 1138 | 35-39  | 1067        |       |       |       |       |          |
| 959 | 30-34  | 983         |       |       |       |       |          |
| 1049 | 25-29  | 957         |       |       |       |       |          |
| 1017 | 20-24  | 965         |       |       |       |       |          |
| 1244 | 15-20  | 1125        |       |       |       |       |          |
| 1185 | 10-14  | 1038        |       |       |       |       |          |
| 781 | 5-9    | 740         |       |       |       |       |          |
| 636 | 0-4    | 581         |       |       |       |       |          |

Етномовний склад населених пунктів міськради (рідні мови населення)
|                   | українська | російська | кримськотатарська | вірменська |
| м. СУДАК          | 9,2        | 77,8      | 9,7               | 0,6        |
| смт НОВИЙ СВІТ    | 5,9        | 92,9      | 0,1               | -          |
| с. ВЕСЕЛЕ         | 10,3       | 58,2      | 24,9              | 0,1        |
| с. ГРУШІВКА       | 6,8        | 54,9      | 37,6              | -          |
| с. ПЕРЕВАЛІВКА    | 7,0        | 54,4      | 37,6              | -          |
| с. ХОЛОДІВКА      | 11,1       | 40,3      | 46,7              | -          |
| с. ДАЧНЕ          | 5,5        | 67,3      | 24,9              | -          |
| с. ЛІСНЕ          | 19,5       | 54,0      | 24,8              | -          |
| с. МІЖРІЧЧЯ       | 3,9        | 79,2      | 13,9              | -          |
| с. ВОРОН          | -          | 88,1      | 11,4              | -          |
| с. МОРСЬКЕ        | 6,6        | 71,3      | 20,5              | -          |
| с. ГРОМІВКА       | 7,9        | 57,9      | 19,7              | -          |
| с. СОНЯЧНА ДОЛИНА | 8,5        | 63,5      | 25,3              | 0,9        |
| с. БАГАТІВКА      | 8,1        | 64,4      | 27,4              | -          |
|                   |            |           |                   |            |

## Склад ради
Рада складається з 46 депутатів та голови.
- Голова ради: Сєров Володимир Миколайович
- Секретар ради: Фомичова Наталя Володимирівна

### Керівний склад попередніх скликань
| Прізвище, ім'я, по батькові | Основні відомості                                                       | Дата обрання | Дата звільнення |
| --------------------------- | ----------------------------------------------------------------------- | ------------ | --------------- |
| Дементьєв Андрій Васильович | Міський голова, 1960 року народження, член Партії регіонів              | 26.03.2006   | 31.10.2010      |
| Сєров Володимир Миколайович | Міський голова, 1972 року народження, освіта вища, член Партії регіонів | 31.10.2010   |                 |

Примітка: таблиця складена за даними сайту Верховної Ради України

### Депутати
За результатами місцевих виборів 2010 року депутатами ради стали:

#### За суб'єктами висування
| Суб'єкт висування                        | Кількість обраних депутатів | %    |
| ---------------------------------------- | --------------------------- | ---- |
| Партія регіонів                          | 37                          | 80,4 |
| Політична партія Народний рух України    | 4                           | 8,7  |
| Комуністична партія України              | 3                           | 6,5  |
| Українська селянська демократична партія | 2                           | 4,3  |

#### За округами
| № округу                                 | Прізвище, ім'я, по батькові       | Дата визнання обраним | Освіта  | Партійна приналежність                           | Відомості про обраного депутата                                                                |
| ---------------------------------------- | --------------------------------- | --------------------- | ------- | ------------------------------------------------ | ---------------------------------------------------------------------------------------------- |
| Комуністична партія України              |                                   |                       |         |                                                  |                                                                                                |
| б/м                                      | Сергєєва Галина Семенівна         | 09.11.2010            | вища    | член Комуністичної партії України                | пенсіонер                                                                                      |
| б/м                                      | Лозова Ірина Юріївна              | 09.11.2010            | вища    | член Комуністичної партії України                | приватний підприємець                                                                          |
| б/м                                      | Кулик Анатолій Дмитрович          | 09.11.2010            | середня | член Комуністичної партії України                | Старо-Кримське лісо-мисливське господарство, працівник пожежної охорони                        |
| Партія регіонів                          |                                   |                       |         |                                                  |                                                                                                |
| б/м                                      | Кузнецов Денис Анатолійович       | 09.11.2010            | середня | член Партії регіонів                             | Судацька міська молодіжна громадська організація «Рада молодих підприємців», керівник          |
| б/м                                      | Кириченко Євгеній Іванович        | 09.11.2010            | середня | член Партії регіонів                             | ЗАТ «Прогрес», генеральний директор                                                            |
| б/м                                      | Фомичова Наталя Володимирівна     | 09.11.2010            | вища    | член Партії регіонів                             | пенсіонер                                                                                      |
| б/м                                      | Дюбін Іван Миколайович            | 09.11.2010            | вища    | член Партії регіонів                             | Судацька загальноосвітня школа № 2, заступник директора, вчитель                               |
| б/м                                      | Конькова Ірина Вікторівна         | 09.11.2010            | вища    | член Партії регіонів                             | Державне підприємство "Завод шампанських вин «Новий Світ», заступник директора                 |
| б/м                                      | Плетньова Раїса Іванівна          | 09.11.2010            | вища    | член Партії регіонів                             | ВАТ Туристично-оздоровчий комплекс «Судак», голова правління                                   |
| б/м                                      | Піпко Олександр В'ячеславович     | 09.11.2010            | середня | член Партії регіонів                             | приватний підприємець                                                                          |
| б/м                                      | Єрофєєва Тетяна Петрівна          | 09.11.2010            | вища    | член Партії регіонів                             | пенсіонер                                                                                      |
| б/м                                      | Ахтемов Ахтем Османович           | 09.11.2010            | середня | член Партії регіонів                             | ТОВ «Варяг-Юг», директор                                                                       |
| б/м                                      | Сидоренко Валерій Павлович        | 09.11.2010            | вища    | член Партії регіонів                             | Держземінспекція Рескомзему АР Крим, начальник                                                 |
| б/м                                      | Штанько Іван Пантелійович         | 09.11.2010            | вища    | член Партії регіонів                             | Судацьке шляхо-експлуатаційне управління. Державне підприємство «Кримавтодор», начальник філії |
| б/м                                      | Скорупський Костянтин Вікторович  | 09.11.2010            | вища    | член Партії регіонів                             | Судацька міська санітарно-епідеміологічна станція, головний лікар                              |
| б/м                                      | Буличьов Ігор Григорович          | 09.11.2010            | вища    | член Партії регіонів                             | Судацьке територіальне медичне об'єднання, лікар-хірург                                        |
| б/м                                      | Вілкова Олена Дмитрівна           | 09.11.2010            | вища    | член Партії регіонів                             | Судацька загальноосвітня школа № 2, вчитель математики                                         |
| б/м                                      | Царук Василь Іванович             | 09.11.2010            | вища    | член Партії регіонів                             | Судацька міська рада, перший заступник                                                         |
| 1                                        | Солонінка Роман Степанович        | 05.11.2010            | вища    | член Партії регіонів                             | ВАТ Туристично-оздоровчий комплекс «Судак», заступник директора з господарської діяльності     |
| 2                                        | Александров Єгор Володимирович    | 05.11.2010            | вища    | член Партії регіонів                             | туристично-оздоровчий комплекс «Горизонт», директор                                            |
| 3                                        | Тіщенко Василь Миколайович        | 05.11.2010            | вища    | член Партії регіонів                             | Судацький міськкооператор, директор                                                            |
| 4                                        | Слабко Юрій Миколайович           | 05.11.2010            | вища    | член Партії регіонів                             | ТОВ «Прибій», директор                                                                         |
| 5                                        | Кедик Володимир Володимирович     | 05.11.2010            | вища    | член Партії регіонів                             | ППВКХ, м. Судак, директор                                                                      |
| 6                                        | Подсевалов Костянтин Миколайович  | 05.11.2010            | вища    | член Партії регіонів                             | ВАТ Туристично-оздоровчий комплекс «Судак», головний інженер                                   |
| 7                                        | Воскресенських Василь Миколайович | 05.11.2010            | вища    | член Партії регіонів                             | Судацька організація роботодавців, голова                                                      |
| 8                                        | Степиков Андрій Геннадійович      | 05.11.2010            | середня | член Партії регіонів                             | приватний підприємець                                                                          |
| 9                                        | Ензель Анатолій Володимирович     | 05.11.2010            | вища    | член Партії регіонів                             | Державне підприємство «Судацьке лісомисливське господарство», директор                         |
| 10                                       | Кривенко Геннадій Миколайович     | 05.11.2010            | середня | член Партії регіонів                             | ТОВ «Перспектива», заступник директора                                                         |
| 11                                       | Золотаревський Вадим Федорович    | 05.11.2010            | вища    | член Партії регіонів                             | Судацька управління по експлуатації газового господарства ВАТ «Кримгаз», керівник              |
| 12                                       | Чеботарьов Дмитро Станіславович   | 05.11.2010            | середня | член Партії регіонів                             | ТОВ «Біоненерготранс», директор                                                                |
| 13                                       | Кащенко Вадим Георгійович         | 05.11.2010            | вища    | член Партії регіонів                             | ПП «НВФ Царство ароматів», директор                                                            |
| 14                                       | Журба Олександр Андрійович        | 05.11.2010            | вища    | член Партії регіонів                             | Судацька міська рада, секретар                                                                 |
| 15                                       | Агєєв Олексій Миколайович         | 05.11.2010            | вища    | член Партії регіонів                             | приватний підприємець                                                                          |
| 16                                       | Репетін Олександр Леонідович      | 05.11.2010            | вища    | член Партії регіонів                             | ТОВ «Судак-Інвест», директор                                                                   |
| 18                                       | Москаленко Галина Володимирівна   | 05.11.2010            | вища    | член Партії регіонів                             | Сонячнодолинська загальноосвітня школа, заступник директора з виховної роботи                  |
| 19                                       | Рибак Сергій Андрійович           | 05.11.2010            | вища    | член Партії регіонів                             | ВАТ «Сонячна Долина», інженер з енергоменеджменту                                              |
| 20                                       | Сірівля Олександр Іванович        | 18.07.2011            | вища    | член Партії регіонів                             | ДП «Морське», головний інженер                                                                 |
| 21                                       | Іщук Іван Клімович                | 05.11.2010            | вища    | член Партії регіонів                             | Державне підприємство «Морське», директор                                                      |
| 22                                       | Чепіль Геннадій Петрович          | 05.11.2010            | середня | член Партії регіонів                             | Веселівський селищний голова                                                                   |
| 23                                       | Бабій Ганна Вікторівна            | 05.11.2010            | вища    | член Партії регіонів                             | громадська організація «Спілка розвитку та підтримки підприємців Судацького регіону», голова   |
| Політична партія Народний Рух України    |                                   |                       |         |                                                  |                                                                                                |
| б/м                                      | Усманов Шавкат Халілович          | 09.11.2010            | вища    | позапартійний                                    | ООО «Ветан», директор                                                                          |
| б/м                                      | Куршутов Селвер Енверович         | 09.11.2010            | середня | позапартійний                                    | МПП «Ельмаз», директор                                                                         |
| б/м                                      | Ідрісов Ільмій Ільясович          | 08.11.2010            | вища    | позапартійний                                    | приватний підприємець                                                                          |
| 17                                       | Назаров Таїр Анварович            | 05.11.2010            | середня | позапартійний                                    | ПП «ХСМЕТ», директор                                                                           |
| Українська селянська демократична партія |                                   |                       |         |                                                  |                                                                                                |
| б/м                                      | Мустафаєв Шевкет                  | 09.11.2010            | вища    | член Української селянської демократичної партії | тимчасово не працює                                                                            |
| б/м                                      | Аблямітова Фатіма Усеїнівна       | 09.11.2010            | вища    | позапартійна                                     | Судацьке територіальне медичне об'єднання, лікар                                               |

## Транспортне сполучення
Найближчий цивільний аеропорт знаходиться у Сімферополі.
Залізничних шляхів не має. Найближчі залізничні станції у Феодосії і Сімферополі.

## Культура
Див. також Музеї Великого Судака
На території Судацької міськради нараховується 21 пам'ятка історії.
На території Судацької міськради містяться 22 пам'ятки архітектури та архітектурно-археологічні комплекси, з яких 6 — національного значення.